# Hospital Altigany Almahy
El Hospital Altigany Almahy es uno de los hospitales más antiguos de Sudán especializado en salud mental y psicológica. Este hospital, que inició su labor en 1950, lleva el nombre de uno de los pioneros de la salud mental y psicológica en Sudán, un Profesor Dr. Tigany Almahy. El hospital sigue siendo considerado como el primero en Sudán en esta especialidad.